# Ban Chấp hành Trung ương Đảng Cộng sản Việt Nam khóa IX
Đại hội Đảng Cộng sản Việt Nam IX đã bầu ra Ban Chấp hành Trung ương gồm 150 ủy viên chính thức. Ban Chấp hành Trung ương đã bầu ra Bộ Chính trị gồm 15 ủy viên chính thức. Đại hội lần này đã hủy bỏ chức danh Cố vấn Ban Chấp hành Trung ương.

## Ủy viên Bộ Chính trị
1. Nông Đức Mạnh (Tổng Bí thư)
2. Trần Đức Lương
3. Phan Văn Khải
4. Nguyễn Minh Triết
5. Nguyễn Tấn Dũng
6. Lê Minh Hương (mất năm 2004)
7. Nguyễn Phú Trọng
8. Phan Diễn
9. Lê Hồng Anh
10. Trương Tấn Sang
11. Phạm Văn Trà
12. Nguyễn Văn An
13. Trương Quang Được
14. Trần Đình Hoan
15. Nguyễn Khoa Điềm.

## Ban Bí thư
Ban Bí thư khóa IX có 9 ủy viên, trong đó 4 ủy viên do Hội nghị lần thứ nhất Ban Chấp hành Trung ương bầu ra, 5 ủy viên do Bộ Chính trị chỉ định sau.
1. Lê Văn Dũng
2. Tòng Thị Phóng
3. Trương Vĩnh Trọng
4. Vũ Khoan
5. Nông Đức Mạnh (Tổng Bí thư)
6. Lê Hồng Anh (đến 1/2003)
7. Nguyễn Văn An (đến năm 2001)
8. Trần Đình Hoan (Thường trực Ban Bí thư đến 7/2001)
9. Nguyễn Khoa Điềm
10. Phan Diễn (bổ sung từ 1/2002, làm Thường trực Ban Bí thư)
11. Nguyễn Văn Chi (bổ sung từ 21 tháng 1 năm 2003)

## Ủy ban Kiểm tra Trung ương
1. Lê Hồng Anh (Chủ nhiệm)
2. Nguyễn Thị Doan
3. Mai Văn Năm
4. Phạm Thị Hải Chuyền
5. Hoàng Kim Sơn
6. Đặng Ngọc Thanh
7. Vũ Quốc Hùng
8. Phạm Chí Hòa
9. Nguyễn Văn Thám

## Các Hội nghị Trung ương
| Hội nghị TW lần thứ | Bắt đầu-Kết thúc | Thời gian | Nội dung chính |
| ------------------- | ---------------- | --------- | --- |
| 1                   | 22/4/2001        | 1 ngày    | Hội nghị bầu Bộ Chính trị gồm 15 ủy viên và Ban Bí thư gồm 9 ủy viên. Chủ tịch Quốc hội Nông Đức Mạnh được Hội nghị bầu làm Tổng Bí thư. |
| 2                   | 9-10/6/2001      | 2 ngày    | Hội nghị tập trung thảo luận đưa những nội dung Nghị quyết Đại hội IX vào cuộc sống. |
| 3                   | 13-22/8/2001     | 10 ngày   | Hội nghị cụ thể hóa đường lối Đại hội IX của Đảng và thông qua Nghị quyết "Tiếp tục sắp xếp, đổi mới, phát triển và nâng cao hiệu quả doanh nghiệp Nhà nước". |
| 4                   | 5-13/11/2001     | 9 ngày    | Hội nghị đề ra 9 giải pháp nhằm tiếp tục cuộc vận động xây dựng và chỉnh đốn Đảng. Hội nghị thông qua một số biện pháp cụ thể nhằm kiên quyết đấu tranh chống tham nhũng, lãng phí. |
| 5                   | 18/2-2/3/2002    | 13 ngày   | Hội nghị thảo luân và ra nghị quyết về các vấn đề quan trọng: Tiếp tục đổi mới, phát triển và nâng cao hiệu quả kinh tế tập thể; Tiếp tục đổi mới cơ chế, chính sách, khuyến khích, tạo điều kiện phát triển kinh tế tư nhân; Đẩy mạnh Công nghiệp hóa, Hiện đại hóa nông nghiệp nông thôn thời kỳ 2001-2010; Đổi mới và nâng cao hệ thống chính trị ở cơ sở xã, phường, thị trấn. |
| 6                   | 4-15/7/2002      | 12 ngày   | Hội nghị thảo luận, quyết định các vấn đề sau: đánh giá, kiểm điểm việc thực hiện nghị quyết Trung ương 2 khóa VIII về khoa học và giáo dục; Đánh giá, kiểm điểm việc thực hiện công tác tổ chức và cán bộ… |
| 7                   | 7-9/11/2002      | 3 ngày    | Hội nghị thảo luận các báo cáo: Kế hoạch phát triển kinh tế xã hội 2002-2003; Báo cáo dự án thủy điện Sơn La, Cụm khí điện đạm Cà Mau. |
| 8                   | 2/7/2003         | 1 ngày    | Hội nghị thảo luận và đề ra Nghị quyết về phương hướng chiến lược bảo vệ Tổ quốc trong tình hình mới và về vấn đề cải cách tiền lương, bảo hiểm xã hội và trợ cấp ưu đãi người có công. |
| 9                   | 5-12/1/2004      | 8 ngày    | Hội nghị có nhiệm vụ báo cáo tình hình thực hiện kết luận Hội nghị Trung ương 4 khóa IX về việc tiếp tục thực hiện Nghị quyết Trung ương 6 lần 2 khóa VIII, đẩy mạnh cuộc vận động, xây dựng, chỉnh đốn Đảng, ngăn chặn, đẩy lùi tệ tham nhũng, lãng phí trong 2 năm qua. |
| 10                  | 5-10/7/2004      | 6 ngày    | Hội nghị đã kết luận về việc tiếp tục thực hiện Nghị quyết trung ương 5 khóa VIII về "Xây dựng và phát triển nền văn hóa Việt Nam tiên tiến, đậm đà bản sắc dân tộc". |
| 11                  | 17-25/1/2005     | 9 ngày    | Hội nghị thảo luận tờ trình của Bộ chính trị về báo cáo tổng kết một số vấn đề lý luận, thực tiễn qua 20 năm đổi mới; đề cương chi tiết báo cáo chính trị và báo cáo bổ sung, phát triển một số nội dung trong cương lĩnh chính trị năm 1991… |
| 12                  | 4-13/7/2005      | 10 ngày   | Hội nghị thảo luận thông qua dự thảo văn kiện BCH Trung ương Đảng khóa X trình đại hội; Báo cáo công tác xây dựng Đảng; Báo cáo phương hướng, nhiệm vụ phát triển kinh tế xã hội 5 năm 2006-2010 và báo cáo công tác xây dựng Đảng và sửa đổi, bổ sung điều lệ đảng… |
| 13                  | 11/1/2006        | 1 ngày    | Hội nghị chuẩn bị 2 nội dung cơ bản để tiến tới Đại hội đại biểu toàn quốc lần thứ X của Đảng: Tiếp thu ý kiến đóng góp của Đại hội đảng các cấp và một số cơ quan, tổ chức Đảng để tiếp tục hoàn thiện dự thảo các văn kiện trình Đại hội trước khi đưa ra lấy ý kiến nhân dân và chuẩn bị nhân sự Ban chấp hành Trung ương Đảng khóa X để giới thiệu với Đại hội.                |

## Các ban Đảng Trung ương
| Ban Đảng Trung ương                    | Chức vụ                                  | Lãnh đạo          | Kiêm nhiệm                                  | Nhiệm kỳ                            | Ghi chú |
| -------------------------------------- | ---------------------------------------- | ----------------- | ------------------------------------------- | ----------------------------------- | ------- |
| Ban Tổ chức Trung ương                 | Trưởng ban Tổ chức Trung ương            | Nguyễn Văn An     | Ủy viên Bộ chính trị                        | 22/4-27/6/2001 66 ngày              |         |
| Ban Tổ chức Trung ương                 | Trưởng ban Tổ chức Trung ương            | Trần Đình Hoan    | Ủy viên Bộ chính trị                        | 27/6/2001-25/4/2006 4 năm, 302 ngày |         |
| Ủy ban Kiểm tra Trung ương             | Chủ nhiệm Ủy ban Kiểm tra Trung ương     | Lê Hồng Anh       | Ủy viên Bộ Chính trị Bí thư Trung ương Đảng | 22/4/2001-27/1/2003 1 năm, 280 ngày |         |
| Ủy ban Kiểm tra Trung ương             | Chủ nhiệm Ủy ban Kiểm tra Trung ương     | Nguyễn Văn Chi    | Bí thư Trung ương Đảng                      | 27/1/2003-25/4/2006 3 năm, 88 ngày  |         |
| Ban Bảo vệ chính trị nội bộ Trung ương | Trưởng ban Bảo vệ chính trị nội bộ       | Nguyễn Văn Chi    | Ủy viên Trung ương Đảng                     | 22/4/2001-27/1/2003 1 năm, 280 ngày |         |
| Ban Bảo vệ chính trị nội bộ Trung ương | Trưởng ban Bảo vệ chính trị nội bộ       | Phạm Văn Thọ      | Ủy viên Trung ương Đảng                     | 27/1/2003-25/4/2006 3 năm, 88 ngày  |         |
| Ban Tư tưởng - Văn hoá Trung ương      | Trưởng ban Tư tưởng - Văn hóa Trung ương | Nguyễn Khoa Điềm  | Ủy viên Bộ Chính trị Bí thư Trung ương Đảng | 22/4/2001-25/4/2006 5 năm, 3 ngày   |         |
| Ban Khoa giáo Trung ương               | Trưởng ban Khoa giáo Trung ương          | Đặng Hữu          | Ủy viên Trung ương Đảng khóa VIII           | 22/4/2001-5/10/2002 1 năm, 166 ngày |         |
| Ban Khoa giáo Trung ương               | Trưởng ban Khoa giáo Trung ương          | Đỗ Nguyên Phương  | Ủy viên Trung ương Đảng                     | 5/10/2002-25/4/2006 3 năm, 202 ngày |         |
| Hội đồng Lý luận Trung ương            | Chủ tịch Hội đồng Lý luận Trung ương     | Nguyễn Đức Bình   | Ủy viên Bộ Chính trị                        | 22/4-11/2001 207 ngày               |         |
| Hội đồng Lý luận Trung ương            | Chủ tịch Hội đồng Lý luận Trung ương     | Nguyễn Phú Trọng  | Ủy viên Bộ Chính trị                        | 11/2001-25/4/2006 4 năm, 161 ngày   |         |
| Ban Dân vận Trung ương                 | Trưởng ban Dân vận Trung ương            | Trương Quang Được | Ủy viên Bộ Chính trị                        | 22/4/2001-5/2003 1 năm, 23 ngày     |         |
| Ban Dân vận Trung ương                 | Trưởng ban Dân vận Trung ương            | Tòng Thị Phóng    | Bí thư Trung ương Đảng                      | 5/2002-25/4/2006 3 năm, 345 ngày    |         |
| Ban Kinh tế Trung ương                 | Trưởng ban Kinh tế Trung ương            | Trương Tấn Sang   | Ủy viên Bộ Chính trị Bí thư Trung ương Đảng | 22/4/2001-25/4/2006 5 năm, 3 ngày   |         |
| Ban Nội chính Trung ương               | Trưởng ban Nội chính Trung ương          | Trương Vĩnh Trọng | Bí thư Trung ương Đảng                      | 22/4/2001-25/4/2006 5 năm, 3 ngày   |         |
| Văn phòng Trung ương Đảng              | Chánh Văn phòng Trung ương Đảng          | Ngô Văn Dụ        | Ủy viên Trung ương Đảng                     | 22/4/2001-25/4/2006 5 năm, 3 ngày   |         |
| Ban Đối ngoại Trung ương               | Trưởng ban Đối ngoại Trung ương          | Nguyễn Văn Son    | Ủy viên Trung ương Đảng                     | 22/4/2001-25/4/2006 5 năm, 3 ngày   |         |
| Báo Nhân dân                           | Tổng Biên tập                            | Hồng Vinh         | Ủy viên Trung ương Đảng                     | 22/4/2001-6/2001 64 ngày            |         |
| Báo Nhân dân                           | Tổng Biên tập                            | Đinh Thế Huynh    | Ủy viên Trung ương Đảng                     | 6/2001-25/4/2006 4 năm, 304 ngày    |         |
| Ban Tài chính-Quản trị Trung ương      | Trưởng ban Tài chính-Quản trị Trung ương | Đặng Hữu Hải      |                                             | 22/4/2001-3/2005 3 năm, 334 ngày    |         |
| Ban Tài chính-Quản trị Trung ương      | Trưởng ban Tài chính-Quản trị Trung ương | Nguyễn Quốc Cường | Ủy viên Trung ương Đảng                     | 3/2005-25/4/2006 1 năm, 34 ngày     |         |

## Đảng bộ trực thuộc Trung ương
Các Đảng bộ được tình từ đại hội đảng bộ 
| Đảng bộ trực thuộc                        | Chức vụ | Lãnh đạo       | Kiêm nhiệm                       | Nhiệm kỳ                            | Ghi chú |
| ----------------------------------------- | ------- | -------------- | -------------------------------- | ----------------------------------- | ------- |
| Đảng bộ Quân đội Trung ương               | Bí thư  | Nông Đức Mạnh  | Ủy viên Bộ Chính trị Tổng Bí thư | 22/4/2001-25/4/2006 5 năm, 3 ngày   |         |
| Đảng bộ Công an Trung ương                | Bí thư  | Lê Minh Hương  | Ủy viên Bộ Chính trị             | 22/4/2001-28/01/2002 281 ngày       |         |
| Đảng bộ Công an Trung ương                | Bí thư  | Lê Hồng Anh    | Ủy viên Bộ Chính trị             | 28/01/2002-25/4/2006 4 năm, 87 ngày |         |
| Đảng bộ Khối cơ quan Khoa giáo Trung ương | Bí thư  | Trần Ngọc Tăng |                                  | 22/4/2001-25/4/2006 5 năm, 3 ngày   |         |
| Đảng bộ Khối cơ quan Đối ngoại Trung ương | Bí thư  | Nguyễn Văn Son | Ủy viên Trung ương Đảng          | 22/4/2001-25/4/2006 5 năm, 3 ngày   |         |
| Đảng bộ Khối I cơ quan Trung ương         | Bí thư  | Nguyễn Văn Chi | Ủy viên Trung ương Đảng          | 22/4/2001-27/1/2003 1 năm, 280 ngày |         |
| Đảng bộ Khối I cơ quan Trung ương         | Bí thư  | Phạm Văn Thọ   | Ủy viên Trung ương Đảng          | 27/1/2003-25/4/2006 3 năm, 88 ngày  |         |

## Ủy viên Ban Chấp hành Trung ương
Ủy viên Bộ Chính trị

      Ủy viên Ban Bí thư

      Ủy viên Trung ương Đảng
| STT | Họ tên                        | Chức vụ khi được bầu                         | Chức vụ khi được bầu                                                                   | Chức vụ đảm nhiệm                    | Chức vụ đảm nhiệm                                                                                  | Chức vụ đảm nhiệm | Ghi chú                                       |
| STT | Họ tên                        | Chức vụ khi được bầu                         | Chức vụ khi được bầu                                                                   | Chức vụ                              | Chức vụ                                                                                            | Nhiệm kỳ          | Ghi chú                                       |
| --- | ----------------------------- | -------------------------------------------- | -------------------------------------------------------------------------------------- | ------------------------------------ | -------------------------------------------------------------------------------------------------- | ----------------- | --------------------------------------------- |
| 1   | Nguyễn Văn An                 |                                              | Trưởng ban Tổ chức Trung ương                                                          |                                      | Chủ tịch Quốc hội                                                                                  | 6/2001-4/2006     |                                               |
| 2   | Lê Hồng Anh                   |                                              | Phó Chủ nhiệm Ủy ban Kiểm tra Trung ương                                               |                                      | Bộ trưởng Bộ Công an                                                                               | 8/2002-4/2006     | Miễn nhiệm Bí thư Trung ương Đảng 1/2003      |
| 2   | Lê Hồng Anh                   |                                              | Phó Chủ nhiệm Ủy ban Kiểm tra Trung ương                                               | Chủ nhiệm Ủy ban Kiểm tra Trung ương | 4/2001-1/2003                                                                                      |                   | Miễn nhiệm Bí thư Trung ương Đảng 1/2003      |
| 3   | Lê Thị Bân                    |                                              | Phó Bí thư Tỉnh ủy Chủ tịch Hội đồng Nhân dân tỉnh Tây Ninh                            |                                      | Bí thư Tỉnh ủy Tây Ninh                                                                            | 4/2005-4/2006     |                                               |
| 4   | Trịnh Long Biên               |                                              | Bí thư Tỉnh ủy Lai Châu                                                                |                                      | Bí thư Tỉnh ủy Điện Biên                                                                           | 1/2004-4/2006     |                                               |
| 5   | Đào Đình Bình                 |                                              | Thứ trưởng Bộ Giao thông vận tải kiêm Tổng Giám đốc Liên hiệp Đường sắt Việt Nam       |                                      | Bộ trưởng Bộ Giao thông Vận tải                                                                    | 7/2002-4/2006     |                                               |
| 6   | Nguyễn Thái Bình              |                                              | Bí thư Tỉnh ủy Trà Vinh                                                                |                                      | Bí thư Tỉnh uỷ Trà Vinh                                                                            | 4/2001-4/2006     |                                               |
| 7   | Nguyễn Văn Chi                |                                              | Quyền Trưởng ban Bảo vệ chính trị nội bộ Trung ương                                    |                                      | Trưởng ban Bảo vệ Chính trị Nội bộ Trung ương                                                      | 4/2001-1/2003     | Bầu bổ sung Ban Bí thư Trung ương Đảng 1/2003 |
| 7   | Nguyễn Văn Chi                |                                              | Quyền Trưởng ban Bảo vệ chính trị nội bộ Trung ương                                    | Chủ nhiệm Ủy ban Kiểm tra Trung ương | 1/2003-4/2006                                                                                      |                   | Bầu bổ sung Ban Bí thư Trung ương Đảng 1/2003 |
| 8   | Trần Thị Trung Chiến          |                                              | Bộ trưởng, Chủ nhiệm Ủy ban Quốc gia Dân số - Kế hoạch hóa gia đình                    |                                      | Bộ trưởng Bộ Y tế                                                                                  | 8/2002-4/2006     |                                               |
| 9   | Vũ Tiến Chiến                 |                                              | Bí thư Tỉnh ủy Yên Bái                                                                 |                                      | Phó Trưởng ban Thường trực Ban Chỉ đạo Tây Bắc                                                     | 10/2004-4/2006    |                                               |
| 10  | Nguyễn Văn Chiền              |                                              | Bí thư Tỉnh ủy Hải Dương                                                               |                                      | Chủ nhiệm Văn phòng Chủ tịch nước                                                                  | 9/2002-4/2006     |                                               |
| 11  | Hoàng Xuân Cừ                 |                                              | Bí thư Tỉnh ủy Chủ tịch Hội đồng Nhân dân tỉnh Phú Thọ                                 |                                      | Trưởng ban Nghiên cứu của Bộ Chính trị về an ninh quốc gia                                         | 7/2003-4/2006     |                                               |
| 12  | Nguyễn Quốc Cường             |                                              | Bí thư Tỉnh ủy Chủ tịch Hội đồng Nhân dân tỉnh Bắc Giang                               |                                      | Trưởng ban Tài chính Quản trị Trung ương                                                           | 3/2005-4/2006     |                                               |
| 13  | Phan Diễn                     |                                              | Bí thư Thành ủy Đà Nẵng                                                                |                                      | Thường trực Ban Bí thư Trung ương Đảng Cộng sản Việt Nam                                           | 1/2002-4/2006     | Bầu bổ sung Ban Bí thư Trung ương Đảng 1/2002 |
| 13  | Phan Diễn                     |                                              | Bí thư Thành ủy Đà Nẵng                                                                |                                      | Thường trực Ban Bí thư Trung ương Đảng Cộng sản Việt Nam                                           | 1/2002-4/2006     | Bầu bổ sung Ban Bí thư Trung ương Đảng 1/2002 |
| 14  | Nguyễn Thị Doan               |                                              | Ủy viên Ủy ban Kiểm tra Trung ương                                                     |                                      | Phó Chủ nhiệm Thường trực Ủy ban Kiểm tra Trung ương                                               | 4/2001-4/2006     |                                               |
| 15  | Ngô Văn Dụ                    |                                              | Phó Văn phòng Trung ương Đảng                                                          |                                      | Chánh Văn phòng Trung ương Đảng                                                                    | 4/2001-4/2006     |                                               |
| 16  | Lê Văn Dũng                   |                                              | Trung tướng Thứ trưởng Bộ Quốc phòng - Tổng Tham mưu trưởng Quân đội Nhân dân Việt Nam |                                      | Thượng tướng Chủ nhiệm Tổng cục Chính trị                                                          | 5/2001-4/2006     |                                               |
| 17  | Hồ Nghĩa Dũng                 |                                              | Chủ tịch Hội đồng Quản trị Tổng Công ty Thép Việt Nam                                  |                                      | Bí thư Tỉnh ủy Chủ tịch Hội đồng Nhân dân tỉnh Quảng Ngãi                                          | 9/2002-4/2006     |                                               |
| 18  | Nguyễn Tấn Dũng               |                                              | Phó Thủ tướng thường trực Chính phủ                                                    |                                      | Phó Thủ tướng thường trực Chính phủ                                                                | 4/2001-4/2006     |                                               |
| 19  | Đỗ Bình Dương                 |                                              | Tổng Kiểm toán Nhà nước                                                                |                                      | Tổng Kiểm toán Nhà nước                                                                            | 4/2001-4/2006     |                                               |
| 20  | Mai Thế Dương                 |                                              | Trưởng ban Tổ chức Tỉnh ủy Bắc Cạn                                                     |                                      | Bí thư Tỉnh ủy Bắc Kạn                                                                             | 12/2005-4/2006    |                                               |
| 21  | Huỳnh Đảm                     |                                              | Phó Bí thư Thành ủy Chủ tịch Hội đồng Nhân dân Thành phố Hồ Chí Minh                   |                                      | Phó Chủ tịch kiêm Tổng Thư ký Uỷ ban Trung ương Mặt trận Tổ quốc Việt Nam                          | 3/2002-4/2006     |                                               |
| 22  | Phan Tấn Đạt                  |                                              | Bí thư Tỉnh ủy Bạc Liêu                                                                |                                      | Bí thư Tỉnh ủy Bạc Liêu                                                                            | 4/2001-4/2006     |                                               |
| 23  | Nguyễn Văn Đẳng               |                                              | Thứ trưởng Bộ Nông nghiệp và Phát triển nông thôn                                      |                                      | Bí thư Tỉnh ủy Chủ tịch Hội đồng Nhân dân tỉnh Lâm Đồng                                            | 7/2003-4/2006     |                                               |
| 24  | Nguyễn Khoa Điềm              |                                              | Bộ trưởng Bộ Văn hoá - Thông tin                                                       |                                      | Trưởng ban Tư tưởng - Văn hóa Trung ương                                                           | 6/2001-4/2006     |                                               |
| 24  | Nguyễn Khoa Điềm              |                                              | Bộ trưởng Bộ Văn hoá - Thông tin                                                       |                                      | Trưởng ban Tư tưởng - Văn hóa Trung ương                                                           | 6/2001-4/2006     |                                               |
| 25  | Chamaléa Điêu                 |                                              | Bí thư Tỉnh uỷ Ninh Thuận                                                              |                                      | Bí thư Tỉnh uỷ Ninh Thuận                                                                          | 6/2001-4/2004     |                                               |
| 26  | Nguyễn Văn Được               |                                              | Trung tướng Tư lệnh Quân khu 5                                                         |                                      | Thượng tướng Thứ trưởng Bộ Quốc phòng                                                              | 2002-4/2006       |                                               |
| 27  | Trương Quang Được             |                                              | Trưởng ban Dân vận Trung ương                                                          |                                      | Phó chủ tịch Quốc hội                                                                              | 5/2002-4/2006     |                                               |
| 28  | Lê Nam Giới                   |                                              | Bí thư Tỉnh ủy Cần Thơ                                                                 |                                      | Bí thư Thành ủy Cần Thơ                                                                            | 1/2004-11/2005    |                                               |
| 29  | Hoàng Trung Hải               |                                              | Thứ trưởng Bộ Công nghiệp                                                              |                                      | Bộ trưởng Bộ Công nghiệp                                                                           | 8/2002-4/2006     |                                               |
| 30  | Lê Thanh Hải                  |                                              | Phó Chủ tịch Thường trực Ủy ban Nhân dân Thành phố Hồ Chí Minh                         |                                      | Phó Bí thư Thành ủy Chủ tịch Ủy ban Nhân dân Thành phố Hồ Chí Minh                                 | 5/2001-4/2006     |                                               |
| 31  | Trần Mai Hạnh                 |                                              | Tổng giám đốc Đài Tiếng nói Việt Nam                                                   |                                      | Tổng giám đốc Đài Tiếng nói Việt Nam                                                               | 5/2001-5/2002     | Liên quan đến vụ án Năm Cam miễn nhiệm        |
| 32  | Nguyễn Đức Hạt                |                                              | Bí thư Tỉnh ủy Chủ tịch Hội đồng Nhân dân tỉnh Quảng Nam                               |                                      | Phó trưởng ban thường trực Ban Tổ chức Trung ương                                                  | 8/2001-4/2006     |                                               |
| 33  | Nguyễn Thị Hằng               |                                              | Bộ trưởng Bộ Lao động, Thương binh và Xã hội                                           |                                      | Bộ trưởng Bộ Lao động, Thương binh và Xã hội                                                       | 4/2001-4/2006     |                                               |
| 34  | Cù Thị Hậu                    |                                              | Chủ tịch Tổng Liên đoàn lao động Việt Nam                                              |                                      | Chủ tịch Tổng Liên đoàn lao động Việt Nam                                                          | 4/2001-4/2006     |                                               |
| 35  | Hà Văn Hiền                   |                                              | Bí thư Tỉnh ủy Quảng Ninh                                                              |                                      | Bí thư Tỉnh ủy Hà Tây                                                                              | 11/2005-4/2006    |                                               |
| 36  | Vũ Văn Hiền                   |                                              | Phó Tổng biên tập Tạp chí Cộng sản                                                     |                                      | Tổng giám đốc Đài Tiếng nói Việt Nam                                                               | 5/2002-4/2006     |                                               |
| 37  | Vũ Văn Hiến                   |                                              | Phó Tổng Giám đốc Đài Truyền hình Việt Nam                                             |                                      | Tổng Giám đốc Đài Truyền hình Việt Nam                                                             | 2001-4/2006       |                                               |
| 38  | Nguyễn Minh Hiển              |                                              | Bộ trưởng Bộ Giáo dục và Đào tạo                                                       |                                      | Bộ trưởng Bộ Giáo dục và Đào tạo                                                                   | 4/2001-4/2006     |                                               |
| 39  | Nguyễn Văn Hiện               |                                              | Chánh án Toà án nhân dân Thành phố Hà Nội                                              |                                      | Chánh án Tòa án Nhân dân Tối cao                                                                   | 5/2002-4/2006     |                                               |
| 40  | Nguyễn Huy Hiệu               |                                              | Trung tướng Thứ trưởng Bộ Quốc phòng                                                   |                                      | Thượng tướng Thứ trưởng Bộ Quốc phòng                                                              | 4/2001-4/2006     |                                               |
| 41  | Trương Mỹ Hoa                 |                                              | Phó Chủ tịch Quốc hội                                                                  |                                      | Phó Chủ tịch nước                                                                                  | 8/2002-4/2006     |                                               |
| 42  | Trần Hòa                      |                                              | Bí thư Tỉnh ủy Chủ tịch Hội đồng Nhân dân tỉnh Quảng Bình                              |                                      | Phó chủ nhiệm Ủy ban Kiểm tra Trung ương                                                           | 2003-4/2006       |                                               |
| 43  | Trần Đình Hoan                |                                              | Chánh Văn phòng Trung ương Đảng                                                        |                                      | Trưởng ban Tổ chức Trung ương                                                                      | 7/2001-4/2006     |                                               |
| 43  | Trần Đình Hoan                |                                              | Chánh Văn phòng Trung ương Đảng                                                        |                                      | Trưởng ban Tổ chức Trung ương                                                                      | 7/2001-4/2006     |                                               |
| 44  | Hoàng Công Hoàn               |                                              | Phó Bí thư thường trực Tỉnh ủy Lạng Sơn                                                |                                      | Bí thư Tỉnh ủy Lạng Sơn                                                                            | 2005-4/2006       |                                               |
| 45  | Hoàng Văn Hon                 |                                              | Bí thư Tỉnh uỷ Hoà Bình                                                                |                                      | Bí thư Tỉnh uỷ Hoà Bình                                                                            | 1/2001-12/2005    |                                               |
| 46  | Nguyễn Thị Kim Hồng           |                                              | Phó Trưởng ban Tổ chức Trung ương                                                      |                                      | Phó Trưởng ban Tổ chức Trung ương                                                                  | 4/2001-4/2006     |                                               |
| 47  | Lê Doãn Hợp                   |                                              | Phó Bí thư Tỉnh ủy Chủ tịch Ủy ban Nhân dân tỉnh Nghệ An                               |                                      | Bí thư Tỉnh ủy Nghệ An                                                                             | 8/2003-2005       |                                               |
| 47  | Lê Doãn Hợp                   | Phó Trưởng ban Tư tưởng - Văn hóa Trung ương | Phó Bí thư Tỉnh ủy Chủ tịch Ủy ban Nhân dân tỉnh Nghệ An                               | 12/2005-4/2006                       | |                   |                                               |
| 48  | Bùi Văn Huấn                  |                                              | Thiếu tướng Phó Tư lệnh chính trị Quân khu 9                                           |                                      | Trung tướng Phó Chủ nhiệm Tổng cục Chính trị                                                       | 2003-4/2006       |                                               |
| 49  | Nguyễn Sinh Hùng              |                                              | Bộ trưởng Bộ Tài chính                                                                 |                                      | Bộ trưởng Bộ Tài chính                                                                             | 4/2001-4/2006     |                                               |
| 50  | Vũ Quốc Hùng                  |                                              | Phó Chủ nhiệm Ủy ban Kiểm tra Trung ương                                               |                                      | Phó Chủ nhiệm Ủy ban Kiểm tra Trung ương                                                           | 4/2001-4/2006     |                                               |
| 51  | Bùi Quang Huy                 |                                              | Bí thư Tỉnh ủy Cà Mau                                                                  |                                      | Bí thư Tỉnh ủy Cà Mau                                                                              | 2/2001-9/2005     |                                               |
| 52  | Bùi Quốc Huy                  |                                              | Thiếu tướng Giám đốc Công an Thành phố Hồ Chí Minh                                     |                                      | Thứ trưởng Bộ Công an                                                                              | 7/2001-5/2002     | Liên quan đến vụ án Năm Cam miễn nhiệm        |
| 53  | Võ Đức Huy                    |                                              | Bí thư Tỉnh uỷ Quảng Ngãi                                                              |                                      | Phó Trưởng ban thường trực Ban Kinh tế Trung ương Bí thư Đảng ủy khối cơ quan Kinh tế Trung ương   | 9/2002-4/2006     |                                               |
| 54  | Đinh Thế Huynh                |                                              | Phó Tổng biên tập Báo Nhân dân                                                         |                                      | Tổng Biên tập báo Nhân dân Chủ tịch Hội Nhà báo Việt Nam                                           | 6/2001-4/2006     |                                               |
| 55  | Lê Minh Hương                 |                                              | Thượng tướng, Bộ trưởng Bộ Công an                                                     |                                      | Thượng tướng, Bộ trưởng Bộ Công an                                                                 | 4/2001-8/2002     | Mất năm 2004 khi đang tại nhiệm               |
| 56  | Nguyễn Văn Hưởng              |                                              | Thiếu tướng Tổng cục trưởng Tổng cục An ninh - Bộ Công an                              |                                      | Thượng tướng Thứ trưởng Bộ Công an                                                                 | 2002-4/2006       |                                               |
| 57  | Huỳnh Hữu Kha                 |                                              | Bí thư Tỉnh ủy Chủ tịch Hội đồng Nhân dân tỉnh Tiền Giang                              |                                      | Bí thư Tỉnh ủy Chủ tịch Hội đồng Nhân dân tỉnh Tiền Giang                                          | 6/2001-12/2005    |                                               |
| 58  | Phan Văn Khải                 |                                              | Thủ tướng Chính phủ                                                                    |                                      | Thủ tướng Chính phủ                                                                                | 6/2001-4/2006     |                                               |
| 59  | Nguyễn Tuấn Khanh             |                                              | Phó Bí thư Tỉnh ủy Chủ tịch Hội đồng Nhân dân tỉnh An Giang                            |                                      | Phó trưởng Ban Nội chính Trung ương Bí thư Đảng uỷ khối cơ quan Nội chính Trung ương               | 2004-4/2006       |                                               |
| 60  | Phạm Gia Khiêm                |                                              | Phó Thủ tướng Chính phủ                                                                |                                      | Phó Thủ tướng Chính phủ                                                                            | 6/2001-4/2006     |                                               |
| 61  | Hà Thị Khiết                  |                                              | Chủ tịch Hội Liên hiệp phụ nữ Việt Nam                                                 |                                      | Chủ tịch Hội Liên hiệp phụ nữ Việt Nam                                                             | 6/2001-4/2006     |                                               |
| 62  | Vũ Khoan                      |                                              | Bộ trưởng Bộ Thương mại                                                                |                                      | Phó Thủ tướng Chính phủ                                                                            | 8/2002-4/2006     |                                               |
| 63  | Nguyễn Đức Kiên               |                                              | Tổng cục trưởng Tổng cục Hải quan                                                      |                                      | Ủy viên Ủy ban Thường vụ Quốc hội Chủ nhiệm Ủy ban Kinh tế và Ngân sách của Quốc hội               | 8/2002-4/2006     |                                               |
| 64  | Phan Trung Kiên               |                                              | Trung tướng Tư lệnh Quân khu 7                                                         |                                      | Thượng tướng Thứ trưởng Bộ Quốc phòng                                                              | 2002-4/2006       |                                               |
| 65  | Vũ Trọng Kim                  |                                              | Bí thư Tỉnh uỷ Quảng Trị                                                               |                                      | Phó Trưởng ban Thường trực Ban Dân vận Trung ương Bí thư Đảng uỷ khối cơ quan Dân vận Trung ương   | 12/2005-4/2006    |                                               |
| 66  | Hoàng Kỳ                      |                                              | Thiếu tướng Tư lệnh Quân khu 3                                                         |                                      | Trung tướng Phó Tổng Tham mưu trưởng                                                               | 2005-4/2006       |                                               |
| 67  | Vũ Ngọc Kỳ                    |                                              | Bí thư Tỉnh uỷ Hà Giang                                                                |                                      | Chủ tịch Hội Nông dân Việt Nam                                                                     | 11/2003-4/2006    |                                               |
| 68  | Phạm Văn Long                 |                                              | Thiếu tướng Phó Chủ nhiệm Tổng cục Chính trị                                           |                                      | Trung tướng Phó Chủ nhiệm Tổng cục Chính trị                                                       | 6/2001-4/2006     |                                               |
| 69  | Nguyễn Hữu Luật               |                                              | Bí thư Tỉnh ủy Chủ tịch Hội đồng Nhân dân tỉnh Bình Phước                              |                                      | Bí thư Tỉnh ủy Chủ tịch Hội đồng Nhân dân tỉnh Bình Phước                                          | 6/2001-4/2006     |                                               |
| 70  | Trần Đức Lương                |                                              | Chủ tịch nước                                                                          |                                      | Chủ tịch nước                                                                                      | 6/2001-4/2006     |                                               |
| 71  | Uông Chu Lưu                  |                                              | Thứ trưởng Bộ Tư pháp                                                                  |                                      | Bộ trưởng Bộ Tư pháp                                                                               | 8/2002-4/2006     |                                               |
| 72  | Hồ Xuân Mãn                   |                                              | Bí thư Tỉnh ủy Chủ tịch Hội đồng Nhân dân tỉnh Thừa Thiên - Huế                        |                                      | Bí thư Tỉnh ủy Chủ tịch Hội đồng Nhân dân tỉnh Thừa Thiên - Huế                                    | 6/2001-4/2006     |                                               |
| 73  | Nông Đức Mạnh                 |                                              | Chủ tịch Quốc hội                                                                      |                                      | Tổng Bí thư                                                                                        | 6/2001-4/2006     |                                               |
| 74  | Vũ Mão                        |                                              | Ủy viên Thường vụ Quốc hội Chủ nhiệm Văn phòng Quốc hội                                |                                      | Ủy viên Thường vụ Quốc hội Chủ nhiệm Ủy ban đối ngoại của Quốc hội                                 | 8/2002-4/2006     |                                               |
| 75  | Đặng Vũ Minh                  |                                              | Giám đốc Trung tâm Khoa học Tự nhiên và Công nghệ Quốc gia                             |                                      | Chủ tịch Viện Khoa học và Công nghệ Việt Nam                                                       | 2004-4/2006       |                                               |
| 76  | Nguyễn Ánh Minh               |                                              | Bí thư Tỉnh ủy Bình Thuận                                                              |                                      | Bí thư Tỉnh ủy Bình Thuận                                                                          | 4/2001-12/2005    |                                               |
| 77  | Nguyễn Tuấn Minh              |                                              | Phó Bí thư Tỉnh ủy Chủ tịch ủy ban nhân dân tỉnh Bà Rịa - Vũng Tàu                     |                                      | Bí thư Tỉnh ủy Chủ tịch Hội đồng Nhân dân tỉnh Bà Rịa-Vũng Tàu                                     | 2004-4/2006       |                                               |
| 78  | Đỗ Hoài Nam                   |                                              | Phó Giám đốc Trung tâm Khoa học xã hội và nhân văn Quốc gia                            |                                      | Chủ tịch Viện Khoa học Xã hội Việt Nam                                                             | 2003-4/2006       |                                               |
| 79  | Mai Văn Năm                   |                                              | Phó Chủ nhiệm Ủy ban Kiểm tra Trung ương                                               |                                      | Phó Trưởng ban Thường trực Ban Chỉ đạo Tây Nguyên                                                  | 3/2002-4/2006     |                                               |
| 80  | Nguyễn Thị Kim Ngân           |                                              | Thứ trưởng Bộ Tài chính                                                                |                                      | Thứ trưởng Bộ Tài chính                                                                            | 6/2001-4/2006     |                                               |
| 81  | Hồ Tiến Nghị                  |                                              | Tổng Giám đốc Thông tấn xã Việt Nam                                                    |                                      | Trợ lý Tổng Bí thư                                                                                 | 9/2001-4/2006     |                                               |
| 82  | Phạm Quang Nghị               |                                              | Bí thư Tỉnh uỷ Hà Nam                                                                  |                                      | Bộ trưởng Bộ Văn hoá Thông tin                                                                     | 8/2002-4/2006     |                                               |
| 83  | Lê Hữu Nghĩa                  |                                              | Phó Giám đốc Học viện Chính trị-Hành chính Quốc gia Hồ Chí Minh                        |                                      | Tổng biên tập Tạp chí Cộng sản Phó Chủ tịch Thường trực Hội đồng Lý luận Trung ương                | 5/2003-4/2006     |                                               |
| 84  | Hoàng Văn Nghiên              |                                              | Phó Bí thư Tỉnh ủy Chủ tịch Ủy ban Nhân dân Thành phố Hà Nội                           |                                      | Phó Bí thư Tỉnh ủy Chủ tịch Ủy ban Nhân dân Thành phố Hà Nội                                       | 4/2001-5/2004     |                                               |
| 85  | Nguyễn Khắc Nghiên            |                                              | Thiếu tướng Phó Tư lệnh - Tham mưu trưởng Quân khu 2                                   |                                      | Trung tướng Phó Tổng Tham mưu trưởng Quân đội Nhân dân Việt Nam                                    | 12/2004-4/2006    |                                               |
| 86  | Lê Huy Ngọ                    |                                              | Bộ trưởng Bộ Nông nghiệp và Phát triển nông thôn                                       |                                      | Trưởng ban Phòng chống Lụt bão Trung ương                                                          | 12/2004-4/2006    |                                               |
| 87  | Tạ Quang Ngọc                 |                                              | Bộ trưởng Bộ Thuỷ sản                                                                  |                                      | Bộ trưởng Bộ Thuỷ sản                                                                              | 4/2001-4/2006     |                                               |
| 88  | Nguyễn Dy Niên                |                                              | Bộ trưởng Bộ Ngoại giao                                                                |                                      | Bộ trưởng Bộ Ngoại giao                                                                            | 4/2001-4/2006     |                                               |
| 89  | Tráng A Pao                   |                                              | Phó Trưởng ban Dân vận Trung ương                                                      |                                      | Chủ tịch Hội đồng Dân tộc của Quốc hội                                                             | 8/2002-4/2006     |                                               |
| 90  | Nguyễn Tấn Phát               |                                              | Thứ trưởng Bộ Giáo dục và Đào tạo                                                      |                                      | Thứ trưởng Bộ Giáo dục và Đào tạo                                                                  | 4/2001-4/2006     |                                               |
| 91  | Hoàng Văn Phong               |                                              | Hiệu trưởng Trường Đại học Bách khoa HN                                                |                                      | Bộ trưởng Bộ Khoa học và Công nghệ                                                                 | 8/2002-4/2006     |                                               |
| 92  | Tòng Thị Phóng                |                                              | Bí thư Tỉnh uỷ Sơn La                                                                  |                                      | Trưởng ban Dân vận Trung ương                                                                      | 5/2002-4/2006     |                                               |
| 93  | Phạm Đình Phú                 |                                              | Bí thư Tỉnh ủy Chủ tịch Hội đồng Nhân dân tỉnh Hưng Yên                                |                                      | Bí thư Tỉnh ủy Chủ tịch Hội đồng Nhân dân tỉnh Hưng Yên                                            | 4/2001-12/2005    |                                               |
| 94  | Phùng Hữu Phú                 |                                              | Phó Bí thư Thành uỷ Hà Nội                                                             |                                      | Phó Bí thư Thường trực Thành ủy Chủ tịch Hội đồng Nhân dân Thành phố Hà Nội                        | 7/2001-4/2006     |                                               |
| 95  | Võ Hồng Phúc                  |                                              | Thứ trưởng Bộ Kế hoạch và Đầu tư                                                       |                                      | Bộ trưởng Bộ Kế hoạch và Đầu tư                                                                    | 8/2002-4/2006     |                                               |
| 96  | Giàng Seo Phử                 |                                              | Bí thư Tỉnh ủy Chủ tịch Hội đồng Nhân dân tỉnh Lào Cai                                 |                                      | Phó Trưởng ban Tổ chức Trung ương                                                                  | 12/2005-4/2006    |                                               |
| 97  | Ksor Phước                    |                                              | Bí thư Tỉnh uỷ Gia Lai                                                                 |                                      | Bộ trưởng, Chủ nhiệm Ủy ban Dân tộc                                                                | 8/2002-4/2006     |                                               |
| 98  | Đỗ Nguyên Phương              |                                              | Bộ trưởng Bộ Y tế                                                                      |                                      | Trưởng ban Khoa giáo Trung ương                                                                    | 8/2002-4/2006     |                                               |
| 99  | Lê Hoàng Quân                 |                                              | Bí thư Tỉnh uỷ Đồng Nai                                                                |                                      | Phó Bí thư Thường trực Thành ủy Thành phố Hồ Chí Minh                                              | 10/2004-4/2006    |                                               |
| 100 | Hoàng Bình Quân               |                                              | Quyền Bí thư thứ nhất Trung ương Đoàn Thanh niên Cộng sản Hồ Chí Minh                  |                                      | Bí thư Tỉnh ủy Tuyên Quang                                                                         | 5/2005-4/2006     |                                               |
| 101 | Nguyễn Hồng Quân              |                                              | Thứ trưởng Bộ Xây dựng                                                                 |                                      | Bộ trưởng Bộ Xây dựng                                                                              | 8/2002-4/2006     |                                               |
| 102 | Nguyễn Văn Quân               |                                              | Bí thư Tỉnh ủy Chủ tịch Hội đồng Nhân dân tỉnh Vĩnh Long                               |                                      | Bí thư Tỉnh ủy Chủ tịch Hội đồng Nhân dân tỉnh Vĩnh Long                                           | 4/2001-12/2005    |                                               |
| 103 | Nguyễn Tấn Quyên              |                                              | Bí thư Tỉnh uỷ Sóc Trăng                                                               |                                      | Bí thư Thành ủy Cần Thơ                                                                            | 11/2005-4/2006    |                                               |
| 104 | Trịnh Trọng Quyền             |                                              | Bí thư Tỉnh uỷ Thanh Hoá                                                               |                                      | Bí thư Tỉnh uỷ Thanh Hoá                                                                           | 4/2001-12/2005    |                                               |
| 105 | Nguyễn Văn Rinh               |                                              | Trung tướng, Thứ trưởng Bộ Quốc phòng                                                  |                                      | Trung tướng, Thứ trưởng Bộ Quốc phòng                                                              | 4/2001-4/2006     |                                               |
| 106 | Tô Huy Rứa                    |                                              | Bí thư Thành uỷ Hải Phòng                                                              |                                      | Giám đốc Học viện Chính trị - Hành chính Quốc gia Hồ Chí Minh                                      | 2004-4/2006       |                                               |
| 107 | Trương Tấn Sang               |                                              | Trưởng ban Kinh tế Trung ương                                                          |                                      | Trưởng ban Kinh tế Trung ương                                                                      | 4/2001-4/2006     |                                               |
| 108 | Nguyễn Văn Son                |                                              | Trưởng ban Đối ngoại Trung ương                                                        |                                      | Trưởng ban Đối ngoại Trung ương                                                                    | 4/2001-4/2006     |                                               |
| 109 | Khuất Hữu Sơn                 |                                              | Bí thư Tỉnh ủy Chủ tịch Hội đồng Nhân dân tỉnh Hà Tây                                  |                                      | Bí thư Tỉnh ủy Chủ tịch Hội đồng Nhân dân tỉnh Hà Tây                                              | 4/2001-12/2005    |                                               |
| 110 | Sơn Song Sơn                  |                                              | Chủ tịch Hội đồng Nhân dân tỉnh Trà Vinh                                               |                                      | Phó Chủ nhiệm Thường trực Ủy ban Dân tộc                                                           | 8/2002-4/2006     |                                               |
| 111 | Đỗ Trung Tá                   |                                              | Chủ tịch Hội đồng Quản trị Tổng Công ty Bưu chính - Viễn thông Việt Nam                |                                      | Bộ trưởng Bộ Thông tin Truyền thông                                                                | 8/2002-4/2006     |                                               |
| 112 | Lê Thanh Tâm                  |                                              | Bí thư Tỉnh ủy Chủ tịch Hội đồng Nhân dân tỉnh Long An                                 |                                      | Bí thư Tỉnh ủy Chủ tịch Hội đồng Nhân dân tỉnh Long An                                             | 4/2001-12/2005    |                                               |
| 113 | Lê Bình Thanh                 |                                              | Phó Bí thư Tỉnh ủy Chủ tịch Ủy ban Nhân dân tỉnh Sơn La                                |                                      | Bí thư Tỉnh ủy Sơn La                                                                              | 2002-12/2005      |                                               |
| 114 | Nguyễn Phúc Thanh             |                                              | Phó Chủ tịch Quốc hội                                                                  |                                      | Phó Chủ tịch Quốc hội                                                                              | 4/2001-4/2006     |                                               |
| 115 | Phùng Quang Thanh             |                                              | Trung tướng, Tư lệnh Quân khu 1                                                        |                                      | Thượng tướng Thứ trưởng Bộ Quốc phòng Tổng Tham mưu trưởng Quân đội Nhân dân Việt Nam              | 5/2001-4/2006     |                                               |
| 116 | Quách Lê Thanh                |                                              | Bí thư Ðảng ủy Khối cơ quan Nội chính Trung ương Phó Trưởng ban Nội chính Trung ương   |                                      | Bí thư Ðảng ủy Khối cơ quan Nội chính Trung ương Phó Trưởng ban Nội chính Trung ương               | 4/2001-12/2005    |                                               |
| 117 | Tạ Hữu Thanh                  |                                              | Tổng Thanh tra Nhà nước                                                                |                                      | Phó trưởng Ban Kinh tế Trung ương                                                                  | 8/2002-4/2006     |                                               |
| 118 | Nguyễn Thế Thảo               |                                              | Phó Bí thư Tỉnh ủy Chủ tịch Ủy ban Nhân dân tỉnh Bắc Ninh                              |                                      | Bí thư Tỉnh ủy Chủ tịch Hội đồng Nhân dân tỉnh Bắc Ninh                                            | 12/2005-4/2006    |                                               |
| 119 | Dương Mạc Thăng               |                                              | Bí thư Tỉnh ủy Chủ tịch Hội đồng Nhân dân tỉnh Cao Bằng                                |                                      | Bí thư Tỉnh ủy Chủ tịch Hội đồng Nhân dân tỉnh Cao Bằng                                            | 4/2001-12/2005    |                                               |
| 120 | Võ Thị Thắng                  |                                              | Tổng cục trưởng Tổng cục Du lịch                                                       |                                      | Tổng cục trưởng Tổng cục Du lịch                                                                   | 4/2001-4/2006     |                                               |
| 121 | Đào Trọng Thi                 |                                              | Phó Giám đốc Đại học Quốc gia Hà Nội                                                   |                                      | Giám đốc Đại học Quốc gia Hà Nội                                                                   | 2001-4/2006       |                                               |
| 122 | Phạm Văn Thọ                  |                                              | Phó Trưởng ban Tổ chức Trung ương                                                      |                                      | Trưởng ban Bảo vệ Chính trị nội bộ Bí thư Đảng ủy khối I cơ quan Trung ương                        | 1/2003-4/2006     |                                               |
| 123 | Nguyễn Thị Hoài Thu           |                                              | Chủ nhiệm Ủy ban các vấn đề xã hội của Quốc hội                                        |                                      | Chủ nhiệm Ủy ban các vấn đề xã hội của Quốc hội                                                    | 4/2001-4/2006     |                                               |
| 124 | Niê Thuật                     |                                              | Thượng tá Chỉ huy trưởng Bộ Chỉ huy Quân sự tỉnh Đác Lắc                               |                                      | Bí thư Tỉnh ủy Đắk Lắk                                                                             | 12/2005-4/2006    |                                               |
| 125 | Lê Đức Thúy                   |                                              | Thống đốc Ngân hàng Nhà nước                                                           |                                      | Thống đốc Ngân hàng Nhà nước                                                                       | 4/2001-4/2006     |                                               |
| 126 | Lê Thế Tiệm                   |                                              | Thiếu tướng Thứ trưởng Bộ Công an                                                      |                                      | Thượng tướng Thứ trưởng Bộ Công an                                                                 | 4/2001-4/2006     |                                               |
| 127 | Bùi Sĩ Tiếu                   |                                              | Bí thư Tỉnh ủy Chủ tịch Hội đồng Nhân dân tỉnh Thái Bình                               |                                      | Bí thư Tỉnh ủy Chủ tịch Hội đồng Nhân dân tỉnh Thái Bình                                           | 4/2001-12/2005    |                                               |
| 128 | Nguyễn Văn Tình               |                                              | Đại tá Phó Tư lệnh chính trị Quân chủng Hải quân                                       |                                      | Phó Đô đốc Chính ủy Quân chủng Hải quân                                                            | 12/2001-4/2006    |                                               |
| 129 | Ma Thanh Toàn                 |                                              | Thiếu tướng Tư lệnh Quân khu 2                                                         |                                      | Trung tướng Tư lệnh Quân khu 2                                                                     | 4/2001-4/2006     |                                               |
| 130 | Nguyễn Khánh Toàn             |                                              | Thiếu tướng Thứ trưởng thường trực Bộ Công an                                          |                                      | Trung tướng Thứ trưởng thường trực Bộ Công an                                                      | 4/2001-4/2006     |                                               |
| 131 | Phạm Văn Trà                  |                                              | Thượng tướng Bộ trưởng Bộ Quốc phòng                                                   |                                      | Đại tướng Bộ trưởng Bộ Quốc phòng                                                                  | 4/2001-4/2006     |                                               |
| 132 | Hà Mạnh Trí                   |                                              | Viện trưởng Viện Kiểm sát nhân dân Tối cao                                             |                                      | Viện trưởng Viện Kiểm sát nhân dân Tối cao                                                         | 4/2001-4/2006     |                                               |
| 133 | Nguyễn Thế Trị                |                                              | Trung tướng Giám đốc Học viện Quốc phòng                                               |                                      | Trung tướng Giám đốc Học viện Quốc phòng                                                           | 4/2001-4/2006     |                                               |
| 134 | Nguyễn Minh Triết             |                                              | Bí thư Thành uỷ Thành phố Hồ Chí Minh                                                  |                                      | Bí thư Thành uỷ Thành phố Hồ Chí Minh                                                              | 4/2001-4/2006     |                                               |
| 135 | Nguyễn Đức Triều              |                                              | Chủ tịch Hội Nông dân Việt Nam                                                         |                                      | Phó trưởng ban Dân vận Trung ương                                                                  | 11/2003-4/2006    |                                               |
| 136 | Nguyễn Phú Trọng              |                                              | Bí thư Thành uỷ Hà Nội                                                                 |                                      | Bí thư Thành ủy Hà Nội Chủ tịch Hội đồng Lý luận Trung ương                                        | 4/2001-4/2006     |                                               |
| 137 | Trương Vĩnh Trọng             |                                              | Bí thư Tỉnh uỷ Đồng Tháp                                                               |                                      | Trưởng ban Nội chính Trung ương                                                                    | 4/2001-4/2006     |                                               |
| 138 | Đỗ Quang Trung                |                                              | Bộ trưởng - Trưởng ban Tổ chức cán bộ Chính phủ                                        |                                      | Bộ trưởng Bộ Nội vụ                                                                                | 8/2002-4/2006     |                                               |
| 139 | Mai Thế Trung                 |                                              | Phó Bí thư Tỉnh uỷ Bình Dương                                                          |                                      | Bí thư Tỉnh ủy Bình Dương                                                                          | 7/2004-4/2006     |                                               |
| 140 | Trần Văn Truyền               |                                              | Bí thư Tỉnh ủy Chủ tịch Hội đồng Nhân dân tỉnh Bến Tre                                 |                                      | Phó Chủ nhiệm Ủy ban Kiểm tra Trung ương                                                           | 2004-4/2006       |                                               |
| 141 | Mai Ái Trực                   |                                              | Bí thư Tỉnh ủy Bình Định                                                               |                                      | Bí thư Tỉnh ủy Bình Định                                                                           | 4/2001-12/2005    |                                               |
| 142 | Trần Văn Tuấn                 |                                              | Bí thư Tỉnh uỷ Nam Định                                                                |                                      | Phó Trưởng ban Tổ chức Trung ương                                                                  | 12/2005-4/2006    |                                               |
| 143 | Phạm Minh Tuyên               |                                              | Bí thư Tỉnh uỷ Ninh Bình                                                               |                                      | Phó Trưởng ban Thường trực Ban Bảo vệ Chính trị nội bộ Trung ương                                  | 12/2005-4/2006    |                                               |
| 144 | Trương Đình Tuyển             |                                              | Bí thư Tỉnh uỷ Nghệ An                                                                 |                                      | Bí thư Tỉnh uỷ Nghệ An                                                                             | 4/2001-12/2005    |                                               |
| 145 | Nguyễn Văn Tự                 |                                              | Bí thư Tỉnh ủy Chủ tịch Hội đồng Nhân dân tỉnh Khánh Hoà                               |                                      | Bí thư Tỉnh ủy Chủ tịch Hội đồng Nhân dân tỉnh Khánh Hoà                                           | 4/2001-4/2006     |                                               |
| 146 | Y Vêng                        |                                              | Phó Bí thư Tỉnh ủy Chủ tịch Ủy ban Nhân dân tỉnh Kon Tum                               |                                      | Bí thư Tỉnh ủy Kon Tum                                                                             | 2004-4/2006       |                                               |
| 147 | Hồ Đức Việt                   |                                              | Bí thư Tỉnh uỷ Thái Nguyên                                                             |                                      | Ủy viên Ủy ban Thường vụ Quốc hội Chủ nhiệm Ủy ban Khoa học – Công nghệ và Môi trường của Quốc hội | 8/2002-4/2006     |                                               |
| 148 | Lâm Chí Việt                  |                                              | Bí thư Tỉnh ủy Chủ tịch Hội đồng Nhân dân tỉnh Kiên Giang                              |                                      | Bí thư Tỉnh ủy Chủ tịch Hội đồng Nhân dân tỉnh Kiên Giang                                          | 4/2001-12/2005    |                                               |
| 149 | Hồng Vinh (tức Nguyễn Duy Lự) |                                              | Tổng biên tập Báo Nhân dân                                                             |                                      | Phó Trưởng ban Thường trực Ban Tư tưởng - văn hóa Trung ương                                       | 6/2001-4/2006     |                                               |
| 150 | Nguyễn Văn Yểu                |                                              | Phó Chủ tịch Quốc hội                                                                  |                                      | Phó Chủ tịch Quốc hội                                                                              | 4/2001-4/2006     |                                               |